# Церкоспора
Церкоспора (Cercospora) — рід грибів родини Мікосферелові. Сучасну біномінальну назву надано у 1936 році.

## Будова
Для цього роду характерні конідії безбарвні чи забарвлені, циліндричної, зворотньобулановидної, черв'якоподібної та веретеноподібної форми з кількома поперечними перегородками, що зверху потоншуються. Вони формуються на вершинах простих, прямих чи звивистих конідієносців, зазвичай забарвлених, одиночних чи згрупованих в коремії чи ложі.

## Види
База даних Species Fungorum станом на 15.10.2019 налічує 753 види роду Cercospora (докладніше див. Список видів роду церкоспора).

## Життєвий цикл
Усі види цього роду — паразити рослин, що викликають плямистість листя, черешків, стебел чи плодів. Сапрофітів у цьому роді не зустрічаються, хоча відомо кілька вторинних паразитів, що ростуть виключно на рослинах ослаблених іншими хворобами. На листі плями чітко виражені кольором. При масовому розростанні — листя може загинути і опасти. Тканина плям часто засихає і випадає з листа, через що листи стають дірявими.

## Шкода сільському господарству
Захворювання сільськогосподарських культур, що викликають представники роду церкоспора, називають церкоспорозами.
Найбільшої шкоди людям завдає церкоспора буряка (Cercospora beticola). За даними Американської асоціації буряководів у деяких штатах США втрати становлять 7,5 т на одному гектарі.
Зустрічається церкоспороз винограда (Cercospora roesleri, Cercospora sessilis, Cercospora vitis, Cercospora vitiphylla).
Відомі також церкоспороз селери (Cercospora apii), церкоспороз кави (Cercospora coffeicola)

## Цікаві факти
Проєкт Cercospora мав на меті заливку 400 ботостатей з бази данних Mycobank в українську Вікіпедію. Свою назву отримав під час першої тестової генерації 10 статей з роду Cercospora. В результаті цього проєкту зʼявився Вікіпортал Гриби.

## Галерея

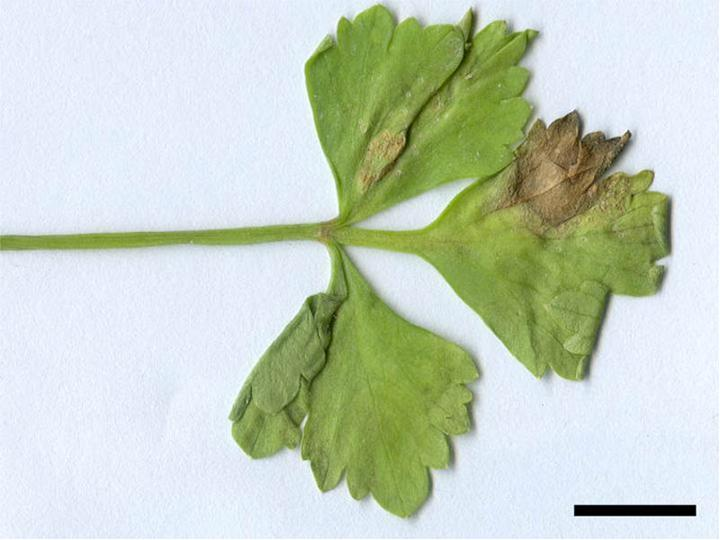
Cercospora apii
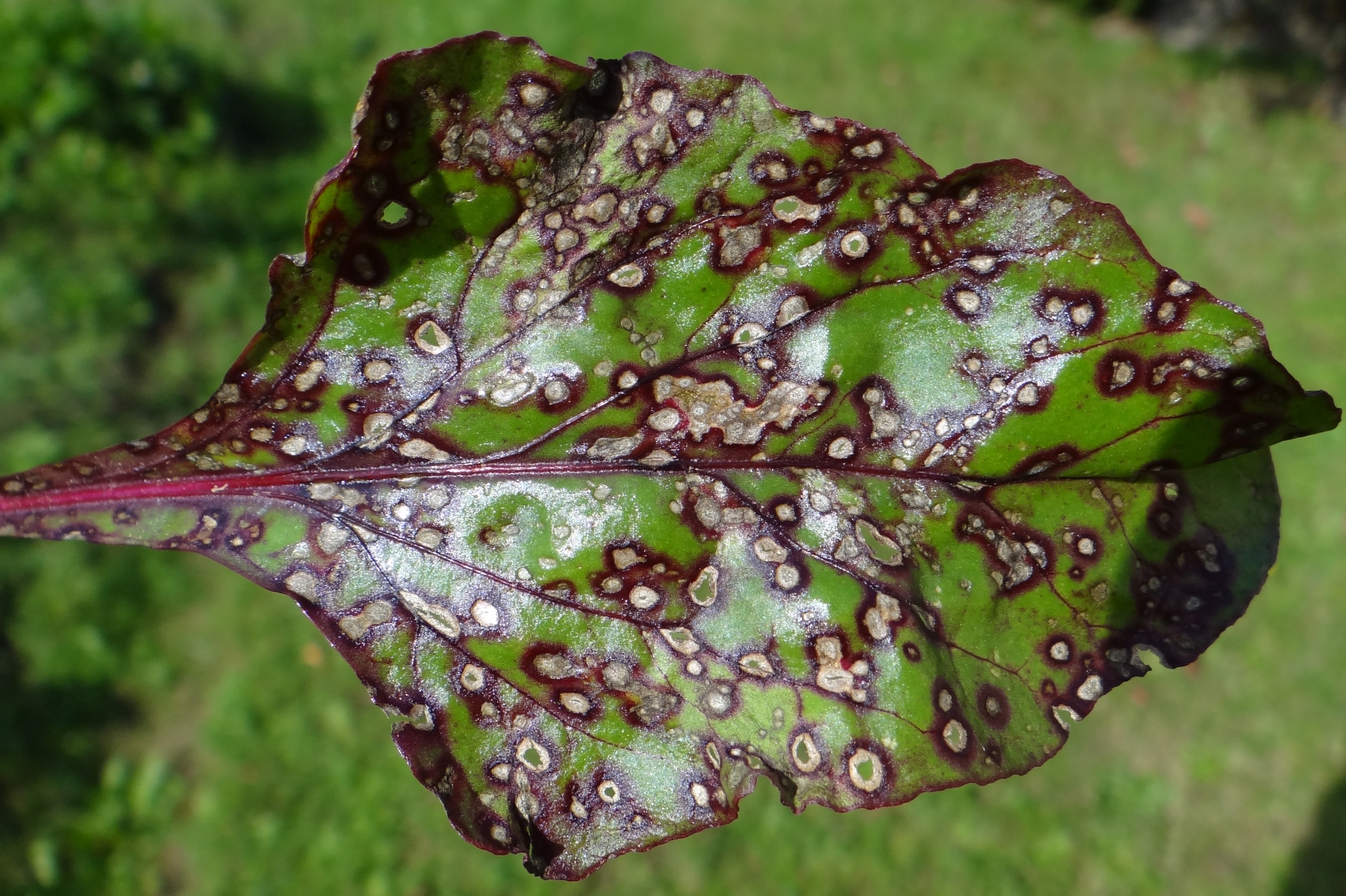
Cercospora beticola
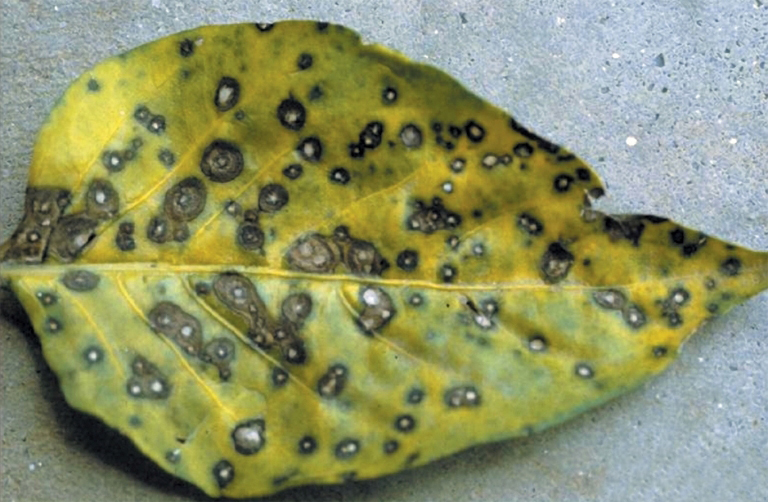
Cercospora capsici
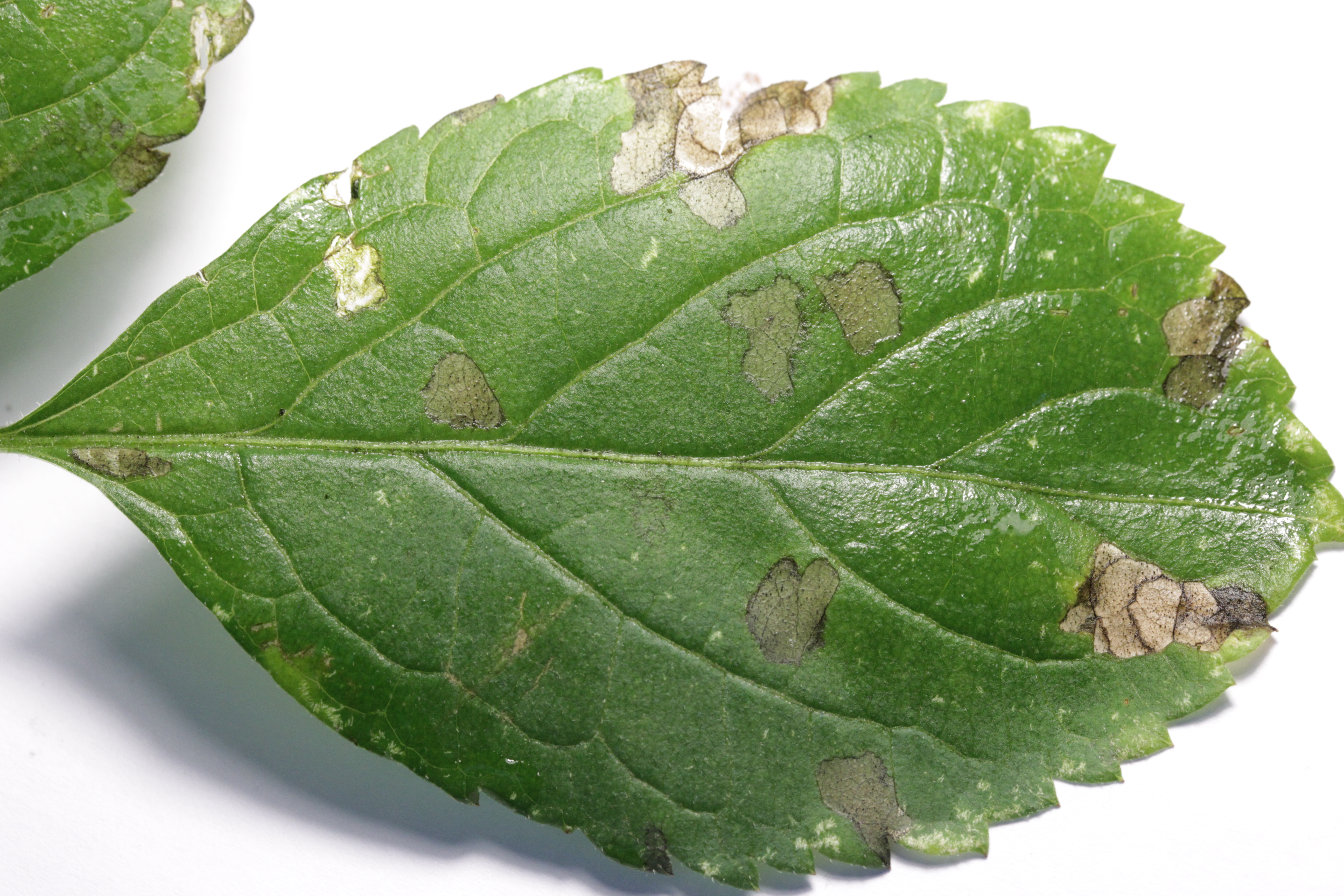
Cercospora depazeoides
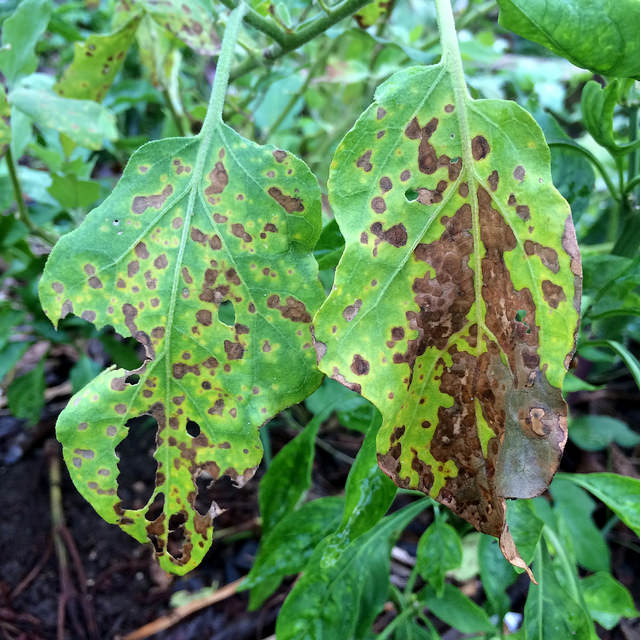
Cercospora melonganae
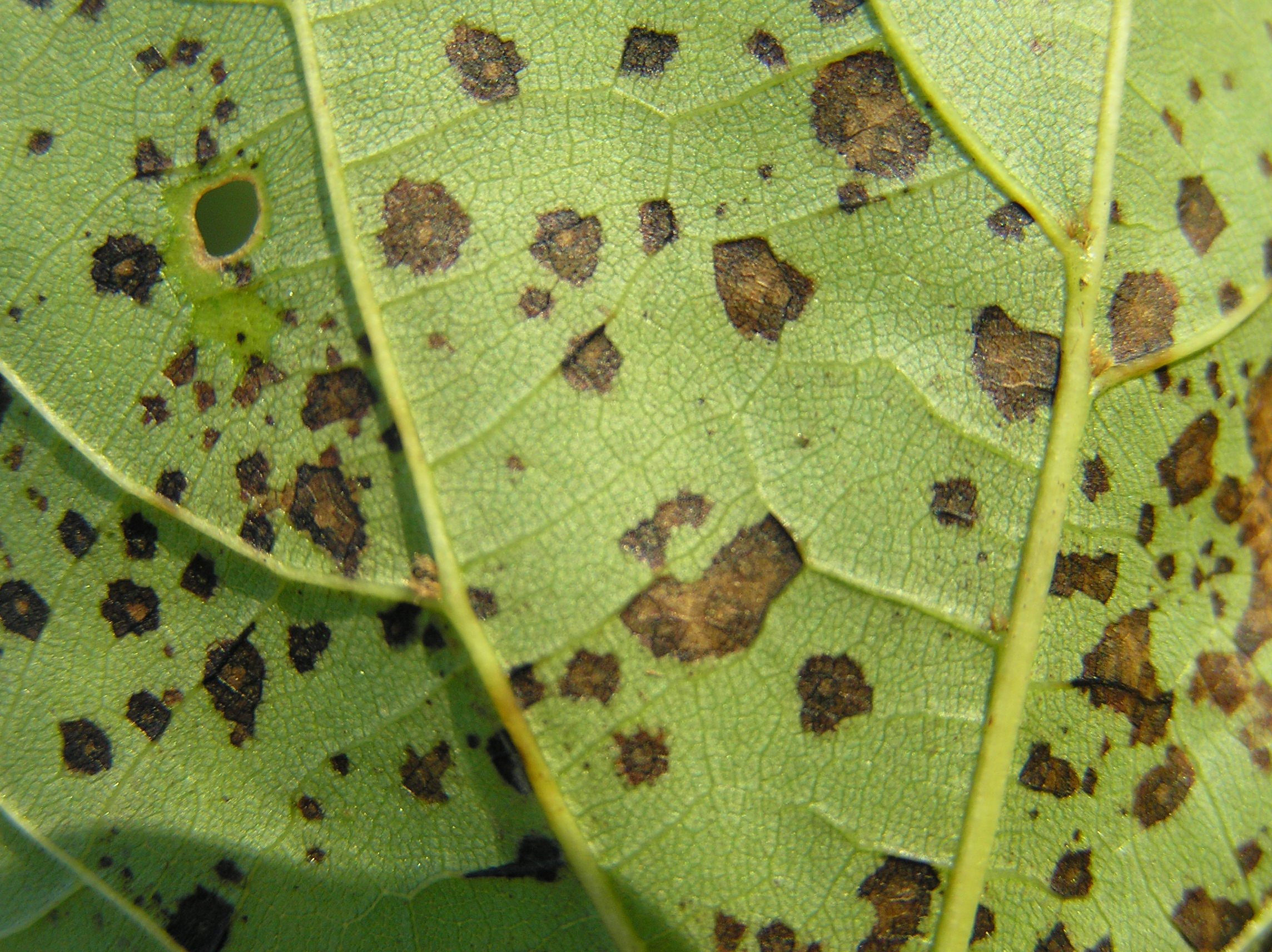
Cercospora microsora
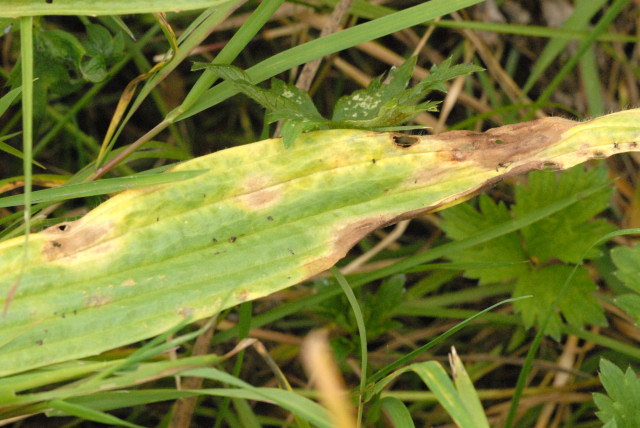
Cercospora plantaginis
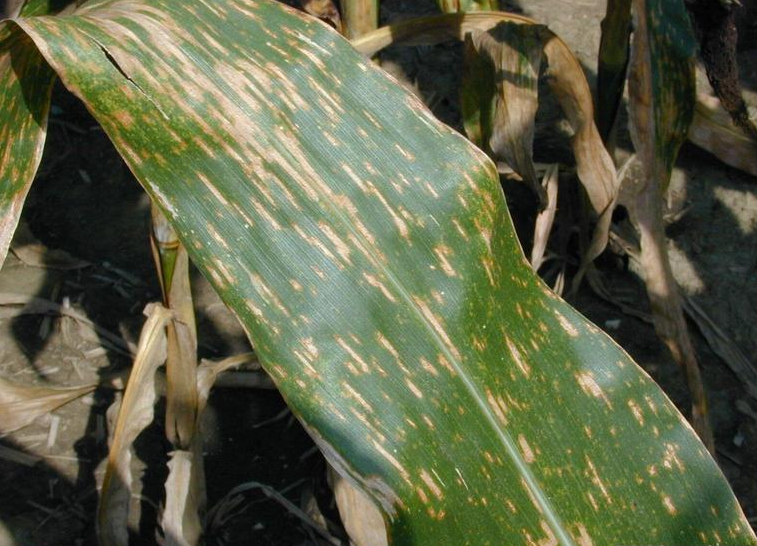
Cercospora zeae-maydis
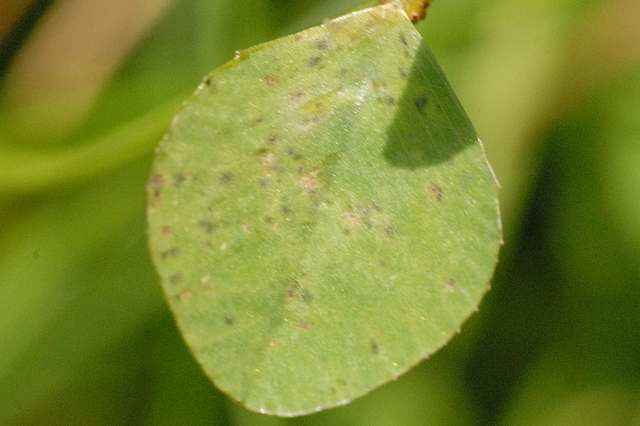
Cercospora zebrina
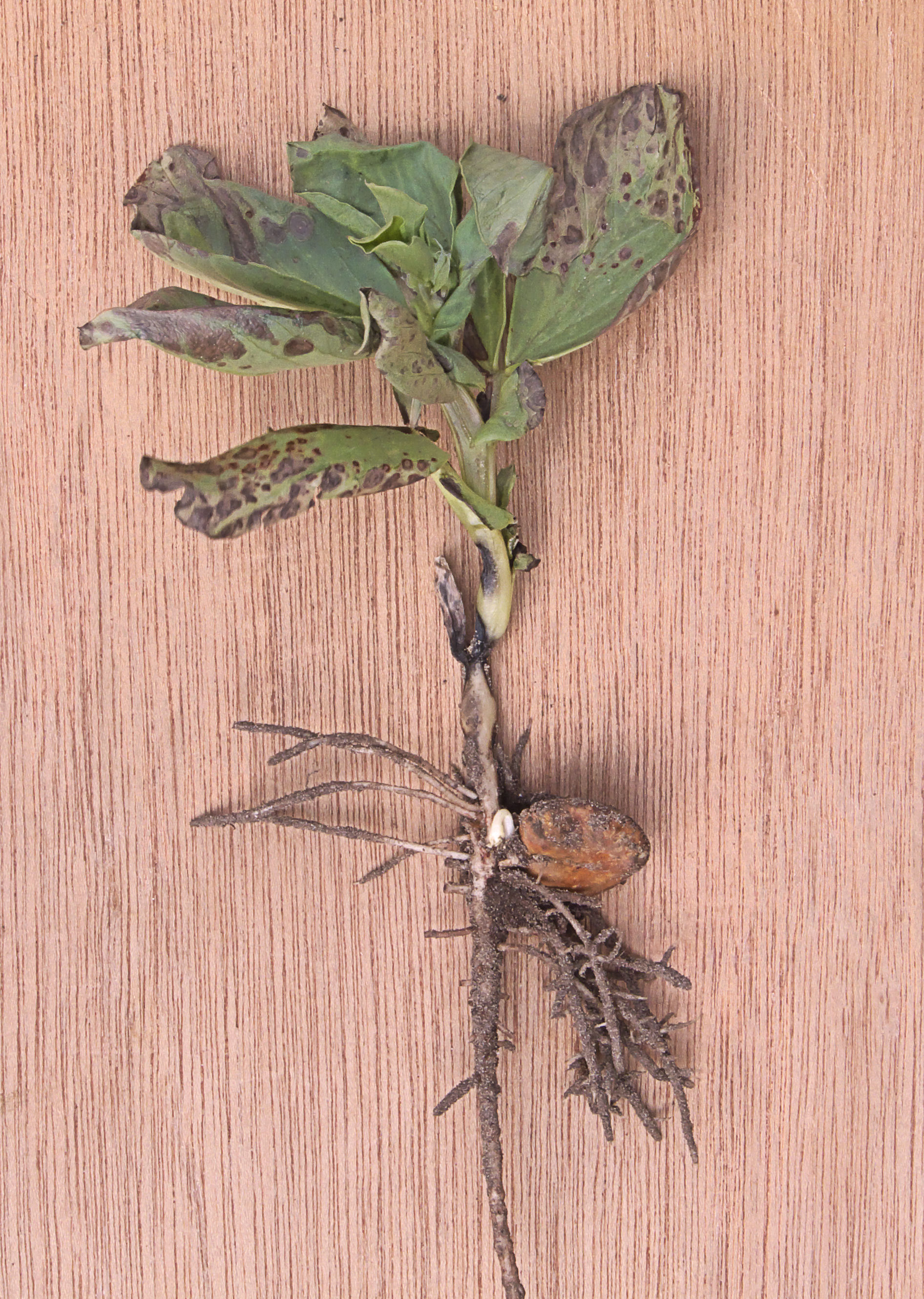
Cercospora zonata